# 桑道
桑道是德国萨克森-安哈尔特州的一个市镇。总面积18.58平方公里，总人口929人，其中男性457人，女性472人（2011年12月31日），人口密度50人/平方公里。